# Villebois-les-Pins
Villebois-les-Pins è un comune francese di 16 abitanti situato nel dipartimento della Drôme della regione dell'Alvernia-Rodano-Alpi.

## Società

### Evoluzione demografica
Abitanti censiti